# Transformée de Fourier-Mukai
Pour les articles homonymes, voir Mukai.
La transformée de Fourier-Mukai est un analogue en géométrie algébrique de la transformée de Fourier usuelle utilisée en analyse. Elle a été introduite par Shigeru Mukai.

## Définition
Soit {\displaystyle X} une variété abélienne et {\displaystyle {\hat {X}}} sa variété abélienne duale. On note {\displaystyle {\mathcal {P}}} le fibré de Poincaré sur {\displaystyle X\times {\hat {X}}}, normalisé de façon à être trivial sur les fibres {\displaystyle X\times 0} et {\displaystyle 0\times {\hat {X}}}. Soient {\displaystyle p} et {\displaystyle {\hat {p}}} les projections canoniques.
Le foncteur de Fourier-Mukai est défini par :
{\displaystyle R{\mathcal {S}}:{\mathcal {F}}\in D(X)\mapsto R{\hat {p}}_{\ast }(p^{\ast }{\mathcal {F}}\otimes {\mathcal {P}})\in D({\hat {X}})}
On a un foncteur similaire en sens inverse {\displaystyle R{\widehat {\mathcal {S}}}:D({\hat {X}})\to D(X)}.

## Propriétés
Soit {\displaystyle g} la dimension de {\displaystyle X}.
On a une propriété d'involutivité :
{\displaystyle R{\mathcal {S}}\circ R{\widehat {\mathcal {S}}}=(-1)^{\ast }[-g]}
La transformée de Fourier-Mukai échange (au degré près) le produit de Pontryagin et le produit tensoriel :
{\displaystyle R{\mathcal {S}}({\mathcal {F}}\ast {\mathcal {G}})=R{\mathcal {S}}({\mathcal {F}})\otimes R{\mathcal {S}}({\mathcal {G}})}
{\displaystyle R{\mathcal {S}}({\mathcal {F}}\otimes {\mathcal {G}})=R{\mathcal {S}}({\mathcal {F}})\ast R{\mathcal {S}}({\mathcal {G}})[g]}